# Puszja
Puszja (dewanagari पुष्य, ang. Pushya) – nakszatra, rezydencja księżycowa. W nomenklaturze „zachodniej” odpowiada gwiazdom γ, δ i θ Cancri.